# Velvet Goldmine
Velvet Goldmine è un film del 1998, diretto da Todd Haynes.
La pellicola tratta la storia del glam rock inteso come movimento culturale, attraverso le vicende di un ipotetico cantante (Brian Slade, interpretato da Jonathan Rhys-Meyers) e si ispira velatamente alla vita di David Bowie. Il film è inoltre ricco di riferimenti allo stile di vita di Oscar Wilde, data la presenza di numerose citazioni tratte dalle sue opere.
I costumi realizzati da Sandy Powell hanno valso alla costumista una nomination ai premi Oscar del 1999. Il film è stato presentato in concorso al 51º Festival di Cannes, dove ha ricevuto il premio per il contributo artistico.

## Trama
Nel 1984 Arthur Stuart, giornalista di New York ma originario della Gran Bretagna, viene incaricato di svolgere una ricerca su un cantante glam rock scomparso delle scene, Brian Slade. Esattamente dieci anni prima, infatti, la popolare rock star aveva simulato il suo omicidio durante un concerto e da quel momento se ne erano perse le tracce. Il giornalista durante le indagini rivivrà la sua storia, essendo lui inglese e avendo frequentato l'ambiente glam che ora gli risulta tanto lontano da sembrare appartenere a una vita non sua; scova persone della vita di Brian che però non lo vedono, né hanno sue notizie da svariati anni.
Il giornalista ricostruisce la storia ambientata nella swinging London, l'origine di Brian, la sua carriera e la sua vita privata. Scopre che Brian non è il suo vero nome, che è stato sposato con Mandy Slade e che ha collaborato con Curt Wild, musicista con il quale ha avuto una relazione. Scopre inoltre che dopo la messa in scena dell'omicidio si è quasi totalmente volatilizzato e che persino sua moglie lo ha visto solo due volte. Il giornalista dopo aver rintracciato Mandy e aver inutilmente cercato Curt, si rende conto che probabilmente la pop star Tommy Stone è in realtà Brian Slade ma quando lo riferisce al suo capo l'incarico gli viene tolto. Ad Arthur viene assegnata la recensione dell'ultima esibizione di Tommy Stone a cui assisterà e successivamente incontra Curt in un locale. L'intera vicenda, partendo da Oscar Wilde e arrivando ad Arthur Stuart tramite vari personaggi, è accompagnata da una spilla verde che passa di mano in mano.

## Influenze
Brian Slade è chiaramente ispirato al David Bowie del periodo glam. Nell'idea originale del regista dovevano essere utilizzate anche diverse canzoni dell'artista, ma Bowie rifiutò poiché riteneva il film una visione distorta della propria figura. Il film infatti suggerisce che gran parte dell'originalità della figura di Slade sia stata rubata, presa in prestito o costruita con l'aiuto di altri.
Curt Wild è invece un personaggio di fantasia che intende incarnare in sé diversi aspetti di protagonisti della scena musicale di quel periodo: principalmente rifacendosi a Lou Reed (come lui, per esempio, è sottoposto in giovane età, per volere dei genitori, a trattamenti di elettroshock), a Mick Ronson (analogamente a Curt, la sua prima band si chiamava The Rats) e ad atteggiamenti e dialoghi attribuibili a Iggy Pop. Non ci sono però dubbi che la relazione tra Curt e Brian sia molto simile a quella ipotizzata tra David Bowie e Iggy Pop.

## Colonna sonora
La colonna sonora comprende brani del genere glam rock del passato e del presente. Tra gli artisti che partecipano alla scaletta vi sono i Venus in Furs con alla voce il leader dei Radiohead, Thom Yorke, che interpreta brani dei Roxy Music e i Wylde Ratttz, un supergruppo formato da Ron Asheton (degli Stooges), Thurston Moore (dei Sonic Youth), Don Fleming (dei Gumball), Mike Watt (dei Minutemen), Steve Shelley (dei Sonic Youth) e Mark Arm (dei Mudhoney), che ripropongono il brano T.V. Eye degli Stooges; la versione del brano inclusa nella colonna sonora, però, è cantata da Ewan McGregor, mentre la versione originale del pezzo, ovvero quella cantata da Mark Arm, sarà inclusa solo nella colonna sonora del film School of Rock. Tra gli altri brani presenti nell'album spiccano Needle in the Camel's Eye di Brian Eno, Virginia Plain dei Roxy Music, Satellite of Love di Lou Reed e Make Me Smile di Steve Harley & Cockney Rebel. Nel film compaiono anche i Placebo che interpretano la cover di 20th Century Boy, brano originale firmato da Marc Bolan dei T-Rex.

### Album
Di seguito le tracce contenute nell'album pubblicato il 21 settembre 1998 dalla London/Polygram:
1. Needle In The Camel's Eye (Brian Eno) - 3:09 -  (Brian Eno/Phil Manzanera)
2. Hot One (Shudder To Think) - 3:04 -  (Nathan Larson/Shudder To Think)
3. 20th Century Boy (Placebo) - 3:42 -  (Marc Bolan)
4. 2HB (Venus in Furs, alla voce Thom Yorke) - 5:39 -  (Bryan Ferry)
5. T.V. Eye (Wylde Ratttz, alla voce Ewan McGregor) - 5:24 -  (Dave Alexander/Scott Asheton/Ron Asheton/Iggy Pop)
6. Ballad of Maxwell Demon (Shudder To Think) - 4:47 -  (Craig Wedren/Shudder to Think)
7. The Whole Shebang (Grant Lee Buffalo) - 4:11 -  (Grant-Lee Phillips)
8. Ladytron (Venus in Furs, alla voce Thom Yorke) - 4:26 -  (Bryan Ferry)
9. We Are The Boyz (Pulp) - 3:13 -  (Cocker/Banks/Doyle/Mackey/Webber)
10. Virginia Plain (Roxy Music) - 3:00 -  (Bryan Ferry)
11. Personality Crisis (Teenage Fanclub & Donna Matthews) - 3:49 -  (David Johansen/Johnny Thunders)
12. Satellite of Love (Lou Reed) - 3:41 -  (Lou Reed)
13. Diamond Meadows (T. Rex) - 2:00 -  (Marc Bolan)
14. Bitter's End (Paul Kimble & Andy Mackay) - 2:13 -  (Bryan Ferry)
15. Baby's on Fire (Venus in Furs, alla voce Jonathan Rhys-Meyers) - 3:19 -  (Brian Eno)
16. Bitter-Sweet (Venus in Furs, alla voce Thom Yorke) - 4:55 -  (Andy Mackay/Bryan Ferry)
17. Velvet Spacetime (Carter Burwell) - 4:10 -  (Carter Burwell)
18. Tumbling Down (Venus in Furs, alla voce Jonathan Rhys-Meyers) - 3:28 -  (Steve Harley)
19. Make Me Smile (Come Up and See Me) (Steve Harley & Cockney Rebel) - 3:59 -  (Steve Harley)

### Altri brani
I brani della colonna sonora non inclusi nell'album sono:
1. People Rockin' People (Nathan Larson) - Nathan Larson
2. Avanging Annie (Andy Pratt) - Andy Pratt
3. Coz I Luv You (Noddy Holder - Jim Lea) - Slade
4. The Fat Lady of Limbourg (Brian Eno) - Brian Eno
5. A Little of What You Fancy Does You Good! (Fred W. Leigh - Georger Arthurs) - Lindsay Kemp
6. Tutti Frutti (Richard Penniman - Dorothy LaBostrie) - Venus in Furs, alla voce Callum Hamilton
7. Do You Want to Touch Me (Oh, Yeah!) (Gary Glitter - Mike Leander) - Gary Glitter
8. Band of Gold (Ronald Dunbar - Edythe Wayne) - Freda Payne
9. Sebastian (Steve Harley) - Venus in Furs, alla voce Jonathan Rhys-Meyers
10. Sinfonia n.6 in La Minore (Gustav Mahler) - Orchestra Filarmonica Ceca
11. Get in the Groove (James Timothy Shaw) - The Mighty Hannibal
12. Cosmic Dancer (Marc Bolan) - T-Rex
13. My Unclean (Ron Asheton - Mark Arm) - The Wylde Ratttz, alla voce Ewan McGregor
14. Dead Finks don't Talk (Brian Eno) - Brian Eno
15. Gimme Danger (Iggy Pop - James Williamson) - Venus in Furs, alla voce Ewan McGregor
16. 2HB (Bryan Ferry) - Venus in Furs, alla voce Paul Kimble

## Riconoscimenti
- 1999 Oscar ai migliori costumi
  - Nomination - Sandy Powell per i costumi;
- 1999 BAFTA ai migliori costumi
  - Vinto - Sandy Powell per i costumi;
  - Nomination - Peter King per il miglior trucco;
- 1998 Festival di Cannes:
  - Vinto - Todd Haynes miglior contributo artistico;
  - Nomination - Palma d'oro a Todd Haynes;
- 1998 Edinburgh International Festival:
  - Vinto - Channel 4 Director's Award a Todd Haynes
- 1999 GLAAD Media Awards:
  - Nomination - GLAAD Media Award;
- 1999 Independent Spirit Awards:
  - Vinto - Independent Spirit Award per la miglior fotografia a Maryse Alberti;
  - Nomination - Independent Spirit Award per il miglior regista a Todd Haynes;
- 1999 London Critics Circle Film Awards (ALFS):
  - Nomination - Miglior attore britannico emergente a Jonathan Rhys-Meyers;
- 1999 Motion Picture Sound Editors:
  - Nomination - Miglior montaggio sonoro;